# Weston (Hertfordshire)
Weston is een civil parish in het bestuurlijke gebied North Hertfordshire, in het Engelse graafschap Hertfordshire.

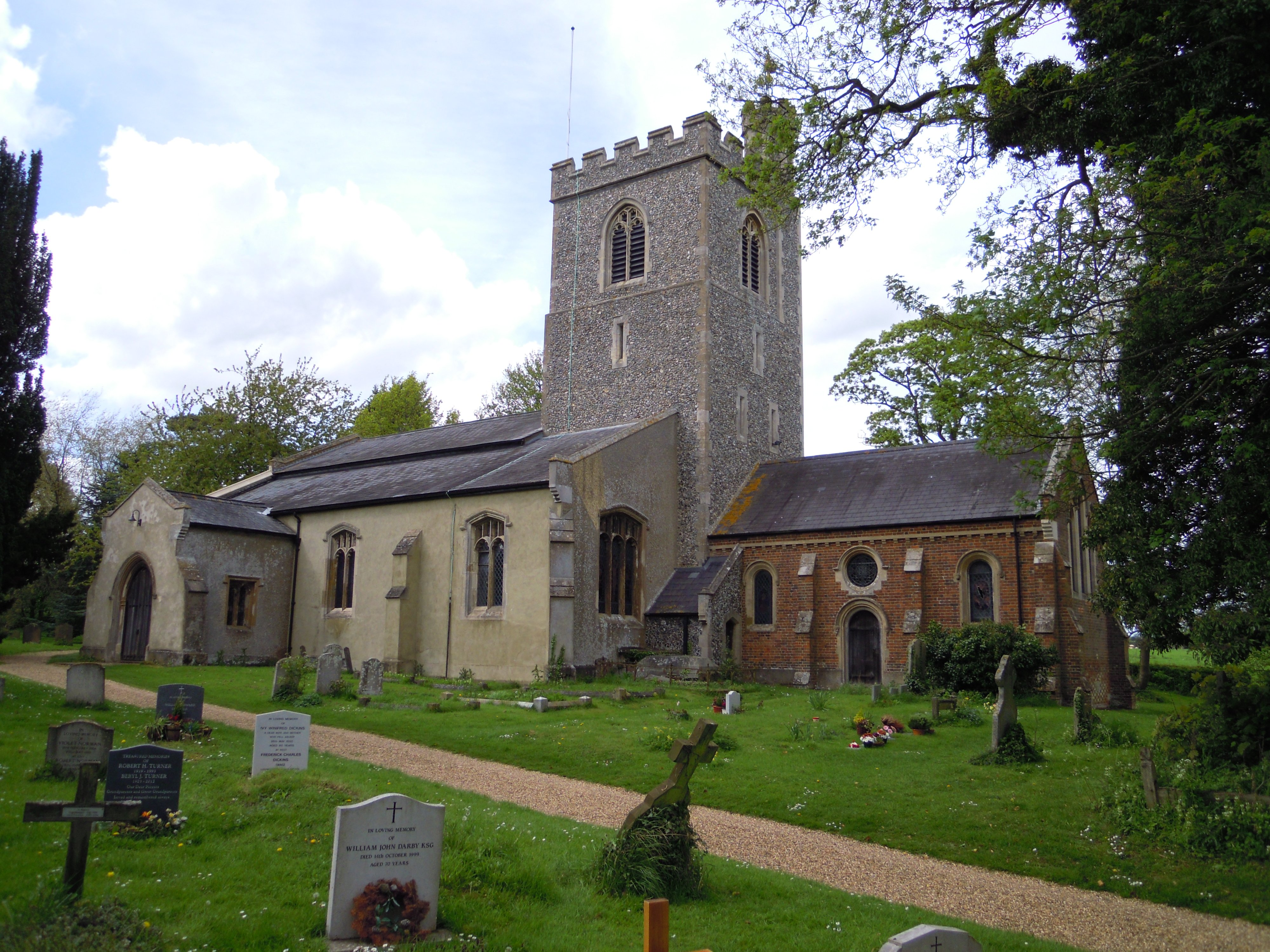
Holy Trinity